# Hyporhagus laevepunctatus
Hyporhagus laevepunctatus es una especie de coleóptero de la familia Monommatidae.

## Subespecies
- Hyporhagus laevepunctatus laevepunctatus Thomson
- Hyporhagus laevepunctatus schwerdtfegeri (Freude, 1955)

= Hyporrhagus schwerdtfegeri Freude, 1955

## Distribución geográfica
Habita en México y Guatemala.